# Njek
Le Njek est la confrérie du peuple Bassa chargée de la justice immanente. 

## Description
Le Njek synonyme de "folie en langue française" est une confrérie de la communauté Bassa chargée de la mise en action de la justice immanente qui est liée au Ngambi.